# بيتر زوكرمان
بيتر زوكرمان (بالإنجليزية: Peter Zuckerman)‏ هو صحفي أمريكي، ولد في 27 ديسمبر 1979.